# Lovell–Stafford-felkelés
Az 1486-os Lovell–Stafford-felkelés az első jelentős York-párti lázadás volt a középkori Angliában VII. Henrik uralkodása idején.
1486 áprilisában, nyolc hónappal a bosworthi csata után, amelyben elesett az utolsó York-király, III. Richárd, három York-párti túlélő, Francis Lovell, Lovell vikomtja, valamint a Stafford testvérek, Thomas és Humphrey elhagyták menedéküket, a Colchester-apátságot, és megkezdték egy királyellenes lázadás megszervezését. Lovell a Middleham-vár környékére fókuszálta erőfeszítéseit, ugyanis ez a terület III. Richárd hátországa volt, míg a Staffordok Worcestershire-ban lázítottak.
VII. Henrik a lincolni felkelésről útban északra kapott hírt. Tartott attól, hogy Lovellnek sikerül felbolygatnia a hagyományosan York-párti területet, ezért megváltoztatta útirányát, és április 23-án megérkezett Yorkba. A felkelők eközben sikertelenül próbáltak nagyobb lázadást szítani, mert nem volt senki, akiért a York-pártiak harcba indultak volna. Az uralkodó nagybátyját, Jasper Tudort, Bedford hercegét küldte hozzájuk, és kegyelmet ígért mindenkinek, Lovell kivételével. Ez a gesztus véget vetett a lázongásnak, és Lovell elbújdosott, majd Burgundiába, Yorki Margit burgundi hercegnéhez hajózott.
A Staffordok sem jártak nagyobb sikerrel, mint Lovell. Azzal próbálták megszerezni a támogatást, hogy azt terjesztették, Lovell foglyul ejtette a királyt. Amikor kiderült, hogy ez nem igaz, és VII. Henrik Worcestershire-ba tart seregével, a lázadás azonnal összeomlott. A testvérpárt visszamenekült a Culham-apátságba. Henrik kirángattatta őket a menedékükből, és Humphrey Staffordot kivégeztette.